# Władca lalek kontra demoniczne zabawki
Władca lalek kontra demoniczne zabawki (ang. Puppet Master vs Demonic Toys) – telewizyjny horror z 2004 roku, typu crossover, jego twórcą jest  Courtney Joyner, a reżyserem Ted Nicolaou. To nienależąca do niej, ale de facto dziewiąta część z serii o Władcy lalek z obsadą –  Corey Feldman w roli głównej.

## Fabuła
Prawnuk Andre Toulona, Robert wraz ze swoją córką Alexandrą, pragną poznać magiczną formułę, dzięki której będą mogli ożywić martwe przedmioty. Gdy udaje im się ożywić laleczki jego pradziadka, pragną zamienić Boże Narodzenie w koszmar. Oprócz tego przedsiębiorcza bizneswoman wysyła do walki i lalkami swoje ożywione zabaweczki.

## Obsada
- Corey Feldman – Robert Toulon
- Danielle Keaton – Alexandra Toulon
- Vanessa Angel – Erica Sharpe

### Lista lalek występujących w filmie
- Blade
- Pinhead
- Jester
- Six Shooter